# آنجلو زورتزی
آنجلو زورتزی (ایتالیایی: Angelo Zorzi; ۴ مهٔ ۱۸۹۰ – ۲۸ دسامبر ۱۹۷۴) ژیمناست هنری اهل ایتالیا بود.